# Lerrnapat
Lerrnapat är en ort i Armenien.   Den ligger i provinsen Lori, i den nordvästra delen av landet, 70 kilometer norr om huvudstaden Jerevan. Lerrnapat ligger 1 524 meter över havet och antalet invånare är 1 710.
Terrängen runt Lerrnapat är kuperad åt nordost, men åt sydväst är den bergig. Lerrnapat ligger nere i en dal. Runt Lerrnapat är det ganska tätbefolkat, med 104 invånare per kvadratkilometer.. Närmaste större samhälle är Vanadzor, 8,5 kilometer öster om Lerrnapat.
Trakten runt Lerrnapat består i huvudsak av gräsmarker.